# Sońsk
Sońsk is een dorp in het Poolse woiwodschap Mazovië, in het district Ciechanowski. De plaats maakt deel uit van de gemeente Sońsk en telt 881 inwoners.